# Малиновская, Татьяна Георгиевна
Татья́на Гео́ргиевна Малино́вская (род. 19 октября 1946) — советская и российская актриса театра и кино, театральный режиссёр, педагог. заслуженная артистка России (1999).

## Биография
Татьяна Малиновская родилась 19 октября 1946 года.

В 1983 году окончила актёрское отделение Ростовского училища искусств (мастерская заслуженных артистов РСФСР В. А. Волкова, В. А. Молчанова, О. Я. Ремеза).
Работала преподавателем на отделении театрального искусства ДШИ им. А. П. Артамонова.
В ГИТИСе получила высшее образование по специальности режиссёр.
Работала в Театре юного зрителя Ростова-на-Дону, в Ростовском академическом театре драмы им. М. Горького.
За свой театральный стаж успела поработать с режиссёрами: Ю. И. Ерёминым, Н. Е. Сорокиным, К. С. Серебренниковым, И. Ш. Пеккером, А. Ю. Хайкиным, Я. С. Цициновским.
В 1999 году Татьяне Георгиевне Малиновской присвоено почётное звание Заслуженная артистка Российской Федерации.

## Театральные работы
Наиболее заметные роли Татьяны Георгиевны Малиновской:
- Елена «Конец — делу венец» У. Шекспира;
- Катарина «Укрощение строптивой» У. Шекспира;
- Фелисити Честерфильд «Загнанная лошадь» Ф. Саган;
- королева Елизавета I «Ваша сестра и пленница» Л. Н. Разумовской.

## Фильмография
- 2005 — Атаман — работник банка
- 2000 — Ростов-папа — Анна Павловна